# Фенаксит
Фенаксит — мінерал, лужний силікат заліза ланцюжкової будови.
За назвою хімічних елементів заліза (Fe), натрію (Na), калію (K) та кремнію (Si): FeNaKSite, М. Д. Дорфман, Д. Л. Рогачев, З. И. Горощенко, А. В. Мокрецова, 1959.

## Опис
Хімічна формула:
- 1. За Є. Лазаренком: KNa(Fe, Mn) [(Si4O10)2]•0,5 H2O.
- 2. За К.Фреєм: KNaFeSi4O10.
- 3. За «Fleischer's Glossary» (2004): (K, Na, Ca) 4(Fe, Mn) 2Si8O20 (OH, F).

Склад у % (Хібінські гори): K2O — 11,48; Na2O — 6,77; FeO — 12,45; MnO — 2,34; SiO2 — 60,14; H2O — 3,16. Домішки: TiO2, Al2O3, Fe2O3, MgO, CaO.
Сингонія триклінна. Пінакоїдальний вид. Утворює ксеноморфні зерна, які досягають іноді 2-4 см. Спайність досконала по (010) та (001). Густина 2,74. Тв. 5,5-6,0. Колір рожевий. Прозорий або напівпрозорий. На площині спайності перламутровий полиск. Злом занозистий. При терті перетворюється в сплутановолокнистий азбестоподібний аґреґат. Супутні мінерали: канасит, адуляр.

## Поширення
Зустрічається в пегматитах, генетично зв'язаних з ійоліт-уртитовою інтрузією в Хібінських горах.